# آردیان کوزنیکو
آردیان کوزنیکو (کرواتی: Ardian Kozniku؛ زادهٔ ۲۷ اکتبر ۱۹۶۷) یک بازیکن و سرمربی فوتبال اهل کرواسی است.

## باشگاهی
از باشگاه‌هایی که در آن بازی کرده‌است، می‌توان به دینامو زاگرب، باشگاه فوتبال لو آور، هایدوک اسپلیت، باشگاه فوتبال آپوئل و باستیا اشاره کرد.
وی همچنین در تیم ملی فوتبال کرواسی و تیم ملی فوتبال کوزوو بازی کرده‌است.